# American Airlines
American Airlines, Inc. (скорочується як American або AA) — американська авіакомпанія, після об'єднання з US Airways (грудень 2013) найбільша в світі авіакомпанія, світовий лідер за загальною кількістю пасажиро-кілометрів (224 330 млн у 2006 році) і розміром пасажирського флоту (655 одиниць). 2007 року компанією було перевезено 98 162 тис. пасажирів. Займає друге місце після «FedEx Express» за загальним розміром флоту і після «Air France-KLM» — за загальним доходом . Є дочірньою компанією «AMR Corporation». Штаб-квартира авіакомпанії знаходиться в техасському місті Форт-Верт, недалеко від якого розташований міжнародний аеропорт Даллас/Форт-Верт. Головою правління, президентом і керуючим директором є Джерард Арпі.

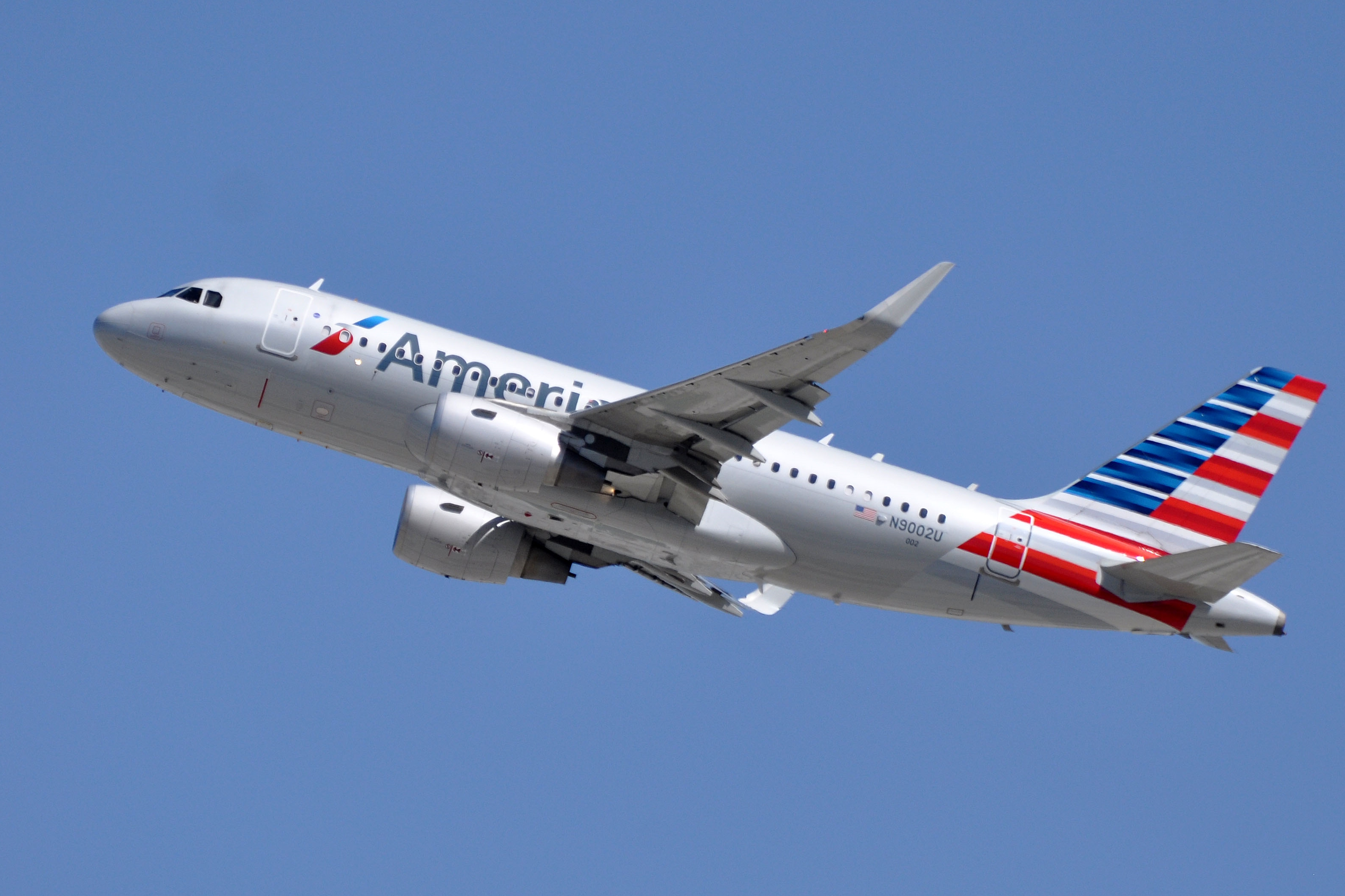
Airbus A319-115, авіакомпанії "American Airlines"

Компанія здійснює регулярне авіасполучення усередині США, в Канаду, Латинську Америку, Карибські острови, Європу, Японію, Китай та Індію. «American Airlines» лідирує на ринку пасажирських перевезень між США і країнами Латинської Америки (у 2004 році — 12,1 млн).
Компанія має п'ять габів: міжнародний аеропорт Даллас/Форт-Верт, Міжнародний аеропорт О'Гара в Чикаго, міжнародний аеропорт Маямі, Міжнародний аеропорт імені Луіса Муньоса Марина в Пуерто-Рико і Міжнародний аеропорт Ламберт у Сент-Луїсі. Найбільшим з них є Даллас-Форт-Верт, 84% рейсів з цього аеропорту здійснює компанія «American Airlines». Додатковими хабами є також Міжнародний аеропорт Лос-Анжелеса, Міжнародний аеропорт імені Джона Кеннеді і Міжнародний аеропорт Логан в Бостоні.
У місті Форт-Верт розташована також база компанії «American Eagle Airlines» — регіонального партнера «American Airlines», який також повністю належить корпорації «AMR Corporation». «American Airlines» є членом-засновником авіаальянсу «Oneworld».

## Об'єднання з US Airways
В листопаді 2013 антимонопольний комітет уряду США ухвалив дозвіл на об'єднання American Airlines з іншою великою американською авіакомпанією US Airways. Новий альянс повинен стати найбільшою авіакомпанією в світі.